# ذي تعناب (حزم العدين)

تعديل مصدري - تعديل

ذي تعناب محلة تابعة لقرية وادي اسعد، التابعة لعزلة بني الفخر بمديرية حزم العدين إحدى مديريات محافظة إب في الجمهورية اليمنية، بلغ تعداد سكانها 36 حسب تعداد اليمن لعام 2004.